# Sânmihai de Pădure
Sânmihai de Pădure – wieś w Rumunii, w okręgu Marusza, w gminie Beica de Jos. W 2011 roku liczyła 263 mieszkańców.